# Milbemycin oxime
Milbemycin oxime (tên thương mại Interceptor, được tiếp thị bởi Elanco) là một loại thuốc thú y thuộc nhóm milbemycins, được sử dụng như một thuốc chống nhiễm trùng phổ rộng. Nó hoạt động chống lại giun (trị giun) và ve (miticide).

## Cơ chế tác động
Giống như avermectin, milbemycins là sản phẩm của quá trình lên men của các loài Streptomyces. Chúng có cơ chế hoạt động tương tự, nhưng thời gian bán hủy dài hơn avermectin. Milbemycin oxime được sản xuất bởi Streptomyces hygroscopicus aureolacrimosus. Nó mở các kênh chloride nhạy cảm glutamate trong tế bào thần kinh và tế bào cơ của động vật không xương sống, dẫn đến sự siêu phân cực của các tế bào này và ngăn chặn sự truyền tín hiệu.

## Công dụng
Chất này thường được kết hợp với các loại ký sinh trùng khác để đạt được phổ hoạt động rộng hơn. Những sản phẩm này bao gồm:
- Milbemax và Interceptor Plus (với Praziquantel)
- Sentinel Flavor Tab (với lufenuron)
- Trifexis (với spinosad)
- NexGard Spectra (với afoxolaner)